# DeepSouthCon
DeepSouthCon (DSC) este o convenție anuală de science fiction , care este găzduită în diferite orașe din sudul Statelor Unite. Selectarea site-ului se face prin votul membrilor unui anumit DSC, pentru ca convenția să se desfășoare 2 ani în viitor. DSC se desfășoară adesea, dar nu întotdeauna, împreună cu o convenție anuală existentă, astfel încât perioada din an variază. Mulți participanți obișnuiți la DeepSouthCon sunt, de asemenea, membri ai Southern Fandom Confederation , dar nu există o relație directă între cele două organizații. 
| DeepSouthCon     | DeepSouthCon                   |
| ---------------- | ------------------------------ |
| stare            | Activ                          |
| Gen              | Science Fiction/Fantezie       |
| Locații          | New Orleans, Louisiana în 2020 |
| Țară             | Statele Unite                  |
| Inaugurat        | 1963                           |
| Prezența         | ~500 (medie)                   |
| Starea dosarului | Non-Profit                     |
| Site-ul web      | http://www.deepsouthcon.org/   |

DeepSouthCon 60, 2022, va avea loc în Huntsville, AL. www.dsc60.com

## Premii
Articole principale: Premiul Rebel și Premiul Phoenix (SF)
DSC eliberează două premii principale: Phoenix , care este acordat unui editor, autor sau artist profesionist de science fiction cu legături cu sudul, și Rebel , care este acordat unui fan care se află la fel. Premiile Phoenix și Rebel sunt considerate premii pentru realizări pe viață pentru un profesionist sau un fan care a făcut cel mai mult pentru fandom-ul din sud. 
DeepSouthCon din 2013, JordanCon din Atlanta, Georgia , i-a acordat Phoenix lui Robert Jordan (postum) și Rebel lui Regina Kirby și Mike Lee Rogers.  Premiul lui Jordan a fost acceptat de soția sa, Harriet McDougal.  DeepSouthCon 2014, Contrails din Bristol, Virginia , i-a acordat Phoenix lui Steve Jackson ,  și Rebel lui Judy Bemis.  DeepSouthCon 2015, CONtraflow V din New Orleans, Louisiana , a acordat Phoenix lui Diana Rowland și (postum) Robert Asprincu Rebelul acordat lui Michael Scott și Frank Schiavo. 
Un premiu Rubble pentru persoana care a făcut cel mai mult pentru fandom-ul sudic în ultimul an este, de asemenea, acordat la DeepSouthCon, de obicei cu bunăvoință. The Rubble nu este un premiu de convenție sponsorizat oficial. 

## Locații

### Din timp
Prima DeepSouthCon a avut loc în 1963 în Huntsville, Alabama , și a avut o prezență totală de cinci persoane. În 1965, participarea a crescut la 19 persoane și primul Rebel Award a fost acordat copreședintelui Al Andrews. În 1970, la Agacon DSC din Atlanta, Georgia , primul Phoenix Award a fost acordat lui Richard C. Meredith , iar convenția a depășit pragul de 100 de participanți cu 130 de membri.  Cel mai mare DeepSouthCon a fost ConCarolinas 2010 din Charlotte, Carolina de Nord , cu o prezență totală de peste 1.300 de persoane.